# 167.ª Divisão de Infantaria (Alemanha)
A 167ª Divisão de Infantaria (em alemão:167. Infanterie-Division) foi uma unidade militar que serviu no Exército alemão durante a Segunda Guerra Mundial.

## Comandantes
| Comandante                        | Data                                          |
| --------------------------------- | --------------------------------------------- |
| Generalleutnant Martin Gilbert    | ? de agosto de 1939 - 10 de janeiro de 1940   |
| General der Artillerie Oskar Vogl | 10 de janeiro de 1940 - ? de agosto de 1940   |
| Generalleutnant Hans Schönhärl    | 2 de agosto de 1940 - 31 de julho de 1941     |
| Generalleutnant Werner Schartow   | 1 de agosto de 1941 - 10 de agosto de 1941    |
| Generalleutnant Wolf Trierenberg  | 11 de agosto de 1941 - 25 de novembro de 1943 |
| Generalmajor Hans Hüttner         | 4 de janeiro de 1944 - 1 de fevereiro de 1944 |

## Oficiais de operações
| Oberstleutnant Hans Haas      | ? de novembro de 1939 - ? de julho de 1940    |
| Major Walter Niklaus          | 10 de julho de 1940 - 15 de dezembro de 1941  |
| Major Justus Boehnke          | 15 de dezembro de 1941 - ? de outubro de 1942 |
| Oberstleutnant Alfred Siebert | ? de outubro de 1942 - ? de fevereiro de 1944 |

## Área de operações
| Alemanha                       | janeiro de 1940 - maio de 1940      |
| França                         | maio de 1940 - junho de 1941        |
| Frente Oriental, setor central | junho de 1941 - julho de 1942       |
| Holanda                        | julho de 1942 - janeiro de 1943     |
| Frente Oriental, setor sul     | janeiro de 1943 - fevereiro de 1944 |